# Palermo (provins)
Palermo var en provins i regionen Sicilien i Italien. Palermo var huvudort i provinsen. Provinsen etablerades 1860 i samband med Kungariket Sardiniens annektering av Kungariket Bägge Sicilierna. Provinsen upphörde 2015 när den ombildades till storstadsregionen Palermo. (en)

## Administration
Provinsen Palermo var indelad i 82 comuni (kommuner) 2015.